# ニューポート
ニューポート（英語: Newport, ウェールズ語: Casnewydd）はウェールズの都市。カーディフとスウォンジに次いで3番めに大きな都市である。人口は約15万人（2021年）。

## 歴史
産業革命期より炭鉱街として発展した。労働運動も盛んとなり、チャーティスト運動が高揚した1839年、中心街のウェストゲート・ホテル付近で、ジョン・フロストらに率いられた大規模な労働者のデモが武装蜂起にまで発展した。警察の武力鎮圧により死亡者もでる騒動となり、事件後には大勢の人々が逮捕され、裁判を受けることになった。

## 教育
ウェールズ大学ニューポート校のキャンパスが2つある。

## 出身人物
- ピーター・グリーナウェイ - 映画監督
- デスモンド・リュウェリン - 俳優
- マイケル・シーン - 俳優
- アーサー・マッケン - 作家
- グラント・ニコラス - ロックバンド・フィーダーのボーカル兼ギタリスト

## ニューポートのスポーツ
サッカー
- ニューポート・カウンティ - ニューポートに本拠地を置くサッカークラブチーム。

## 姉妹都市
- ハイデンハイム・アン・デア・ブレンツ、ドイツ 1980年
- クタイシ、ジョージア 1989年
- 広西チワン族自治区、中国 1996年